# هضم اصطناعي
هَضْمٌ اصْطِناعِيّ (بالإنجليزية: Artificial digestion)‏
الهضم الاصطناعي هي تقنية تجري في المختبرات لكي يقلل من المواد المهضومة لأغراض التحليل. وتستخدم عادة طبيعياً الأدوات (انزيمات وغيرها) الموجودة أصلاً في الجهاز الهضمي مثل البيبسين وحمض الهيدروكلوريك لإنجاز عملية الهضم الاصطناعي (أي عملية محاكاة).
وعلى سبيل المثال، يتم استخدام الهضم الاصطناعي للكشف عن وجود اليرقات المتكيسة ل trichinella في الأنسجة العضلية المشتبه بها. تحل عينة اللحوم في محلول الجهاز الهضمي الاصطناعي ويتم فحص الرفات لوجود اليرقات.